# 97P/Metcalf-Brewington
97P/Metcalf-Brewington – kometa krótkookresowa, należąca do rodziny Jowisza. 

## Odkrycie
Kometa została odkryta 15 listopada 1906 roku przez Joela Hastingsa Metcalfa. Później została zagubiona, a następnie ponownie odkryta przez Howarda J. Brewingtona 7 stycznia 1991 roku. W nazwie znajdują się nazwiska obydwu odkrywców.

## Orbita komety i właściwości fizyczne
Orbita komety 97P/Metcalf-Brewington ma kształt elipsy o mimośrodzie 0,46. Jej peryhelium znajduje się w odległości 2,60 j.a., aphelium zaś 6,99 j.a. od Słońca. Jej okres obiegu wokół Słońca wynosi 10,51 roku, nachylenie do ekliptyki to wartość 17,87˚.
Jądro tej komety ma rozmiary 3,4 km.